# Аполлоний (лунный кратер)
Кратер Аполлоний (лат. Apollonius) — древний ударный кратер на северо-восточной границе Залива Успеха Моря Изобилия на видимой стороне Луны. Название присвоено в честь древнегреческого математика, одного из трёх великих геометров античности, Аполлония Пергского (262—190 до н. э.) и утверждено Международным астрономическим союзом в 1935 году. Образование кратера относится к нектарскому периоду.

## Описание кратера

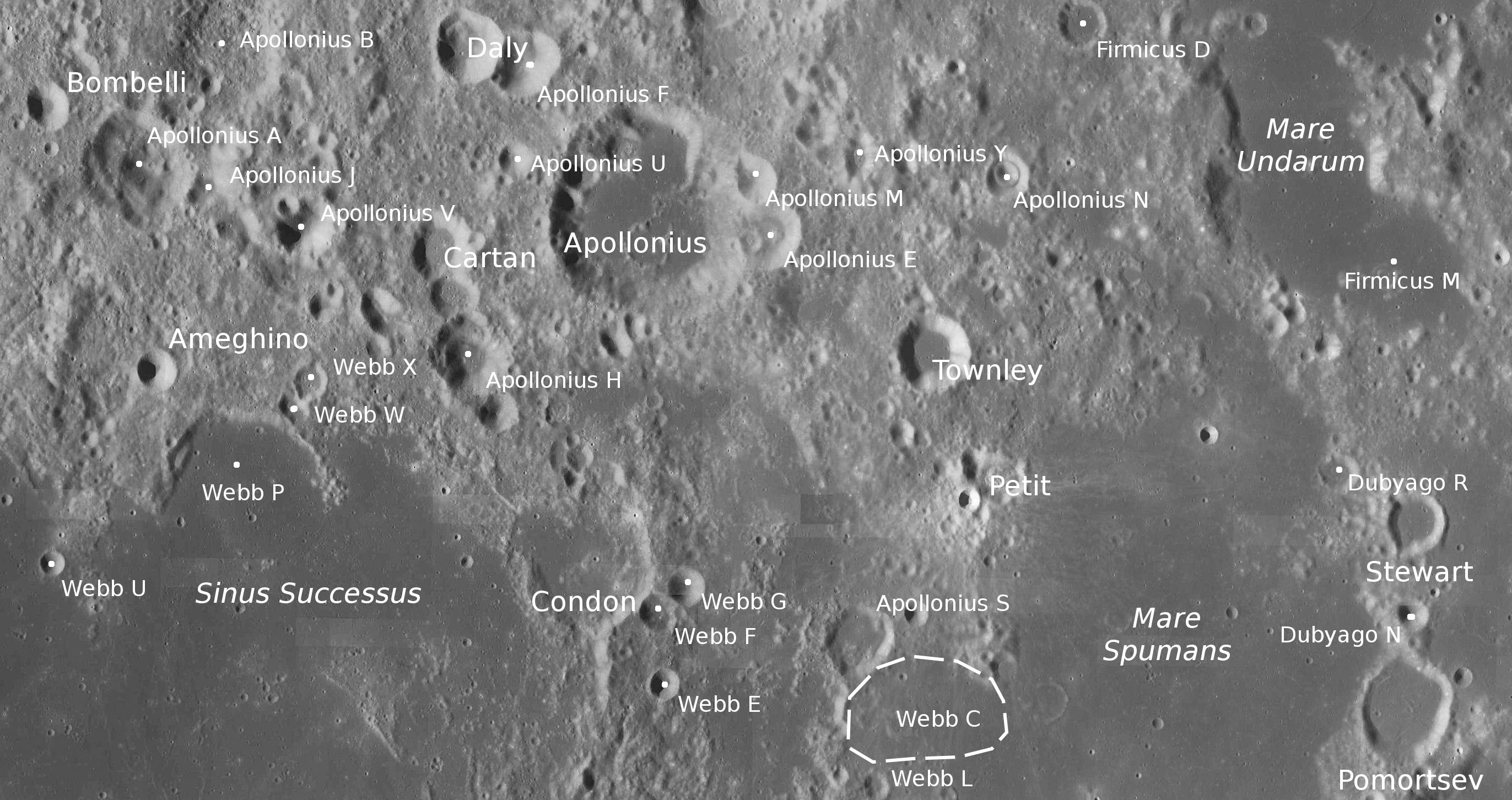
Окрестности кратера Аполлоний. Снимок зонда Lunar Reconnaissance Orbiter.

Ближайшими соседями кратера являются маленькие кратеры Бомбелли и Картан на западе, кратер Дейли на северо-западе, крупный кратер Фирмик на северо-востоке, кратеры Таунли и Пти на юго-востоке; кратер Кондон на юге. На юго-востоке от кратера находится Море Пены. Селенографические координаты центра кратера 4°31′ с. ш. 60°58′ в. д. / 4,51° с. ш. 60,96° в. д., диаметр 50,66 км, глубина 2,75 км.
Вал кратера перекрыт многочисленными небольшими кратерами. Высота вала над окружающей местностью составляет 1150 м. Дно чаши кратера ровное, заполненное лавой; не имеет заметных структур, за исключением нескольких мелких кратеров; характеризуется низким альбедо. Объём кратера составляет приблизительно 2300 км³.

## Сателлитные кратеры

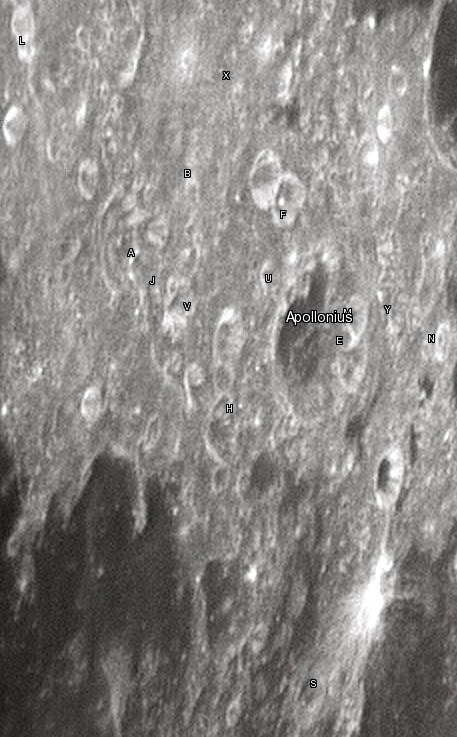
Снимок Девида Кемпбелла.

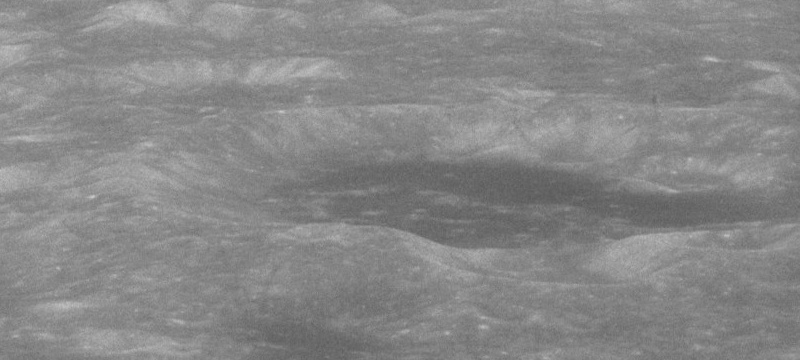
Снимок кратера Аполлоний с борта «Аполлона-11».

| Аполлоний | Координаты                                          | Диаметр, км |
| --------- | --------------------------------------------------- | ----------- |
| A         | 4°49′ с. ш. 56°51′ в. д. / 4,82° с. ш. 56,85° в. д. | 24,6        |
| B         | 5°52′ с. ш. 57°36′ в. д. / 5,87° с. ш. 57,6° в. д.  | 31,2        |
| E         | 4°20′ с. ш. 61°52′ в. д. / 4,34° с. ш. 61,86° в. д. | 16,6        |
| F         | 5°36′ с. ш. 59°56′ в. д. / 5,6° с. ш. 59,94° в. д.  | 14,7        |
| H         | 3°26′ с. ш. 59°31′ в. д. / 3,43° с. ш. 59,51° в. д. | 19,0        |
| J         | 4°38′ с. ш. 57°29′ в. д. / 4,63° с. ш. 57,48° в. д. | 11,7        |
| L         | 6°28′ с. ш. 54°34′ в. д. / 6,47° с. ш. 54,57° в. д. | 10,1        |
| M         | 4°44′ с. ш. 61°46′ в. д. / 4,73° с. ш. 61,77° в. д. | 9,5         |
| N         | 4°45′ с. ш. 63°46′ в. д. / 4,75° с. ш. 63,77° в. д. | 10,8        |
| S         | 1°16′ с. ш. 62°35′ в. д. / 1,26° с. ш. 62,58° в. д. | 16,2        |
| U         | 4°53′ с. ш. 59°52′ в. д. / 4,89° с. ш. 59,87° в. д. | 8,4         |
| V         | 4°23′ с. ш. 58°13′ в. д. / 4,39° с. ш. 58,22° в. д. | 15,0        |
| X         | 6°54′ с. ш. 58°11′ в. д. / 6,9° с. ш. 58,18° в. д.  | 29,0        |
| Y         | 4°53′ с. ш. 62°36′ в. д. / 4,88° с. ш. 62,6° в. д.  | 8,7         |

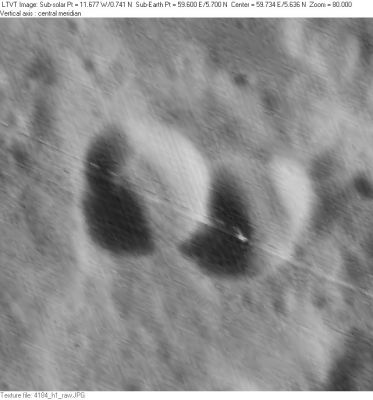
Сателлитный кратер Аполлоний F (справа). Слева кратер Дейли. Снимок зонда Lunar Orbiter - IV.
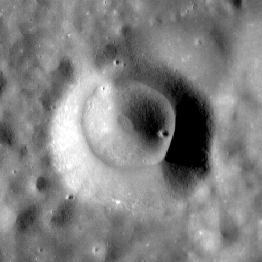
Сателлитный кратер Аполлоний N. Снимок зонда Lunar Reconnaissance Orbiter.

- Кратер Аполлоний С в 1976 году переименован в кратер Амегино.
- Кратер Аполлоний D в 1976 году переименован в кратер Картан.
- Кратер Аполлоний G в 1976 году переименован в кратер Таунли.
- Кратер Аполлоний K в 1973 году переименован в кратер Аббот.
- Кратер Аполлоний P в 1973 году переименован в кратер Дейли.
- Кратер Аполлоний T в 1976 году переименован в кратер Бомбелли.
- Кратер Аполлоний W в 1976 году переименован в кратер Пти.
- Кратер Аполлоний N является кратером с двумя концентрическими валами.
- Кратер Аполлоний W относится к числу кратеров, в которых зарегистрированы температурные аномалии во время затмений. Объясняется это тем, что подобные кратеры имеют небольшой возраст и скалы не успели покрыться реголитом, оказывающим термоизолирующее действие.
- Кратеры Аполлоний B и Аполлоний L включены в список кратеров с темными радиальными полосами на внутреннем склоне Ассоциации лунной и планетарной астрономии (ALPO)[5].

## Места посадок космических аппаратов
- Приблизительно в 45 км к юго-западу от сателлитного кратера Аполлоний A, в точке с селенографическими координатами 3°34′ с. ш. 56°30′ в. д., 11 сентября 1971 года разбилась советская автоматическая межпланетная станция «Луна-18».
- Приблизительно в 10 км к северо-западу от сателлитного кратера Аполлоний C, в точке с селенографическими координатами 3°32′ с. ш. 56°33′ в. д., 21 февраля 1972 года совершила успешную посадку советская автоматическая межпланетная станция «Луна-20», а 22 февраля 1972 года стартовала её взлетная ступень, доставившая на Землю образцы лунного грунта.